# Ed Bradley
Pour les articles homonymes, voir Bradley.
 (février 2019).
Si vous disposez d'ouvrages ou d'articles de référence ou si vous connaissez des sites web de qualité traitant du thème abordé ici, merci de compléter l'article en donnant les références utiles à sa vérifiabilité et en les liant à la section « Notes et références ».
Edward Rudolph Bradley, Jr., né le 22 juin 1941 à Philadelphie et mort le 9 novembre 2006 à New York, est un journaliste américain, célèbre pour ses vingt-six ans comme correspondant dans l'émission 60 Minutes de CBS News. Il a écrit plus de 500 reportages, abordant presque tous les sujets d’actualité possibles, allant jusqu'à traité des sujets de guerre, de politique, de pauvreté et de corruption, à des articles biographiques plus légers ou des reportages sur le sport, la musique et la cuisine. Entre autres, il a interviewé Howard Stern, Laurence Olivier, le sous-commandant Marcos, Timothy McVeigh, Neil Armstrong, Michael Jackson, Mick Jagger, Bill Bradley, George Burns alors âgé de 92 ans et Michael Jordan, ainsi que la première interview télévisée de Bob Dylan.

## Biographie
Bradley est né à Philadelphie, en Pennsylvanie. Ses parents ont divorcé à l'âge de deux ans. Il a ensuite été élevé par sa mère, Gladys. 
Il a fréquenté la Mount Saint Charles Academy, à Woonsocket, dans le Rhode Island. Il a obtenu son diplôme en 1959 au lycée catholique Saint Thomas More de Philadelphie Ouest, puis à Cheyney State College (aujourd'hui l' Université Cheyney de Pennsylvanie ) à Cheyney, en Pennsylvanie, où il a obtenu son diplôme. 
Au cours de sa carrière, il a également couvert la chute de Saïgon en 1975, a été le premier correspondant noir de télévision à couvrir la Maison-Blanche. Il aura aussi sa propre émission CBS Sunday Night avec Ed Bradley.
Au début des années 1970, Bradley entretint une brève relation amoureuse avec Jessica Savitch, qui est alors assistante administrative pour CBS News. A la fin de leur relation, Bradley et Savitch ont continué à avoir une relation sociale et professionnelle jusqu'à sa mort en 1983.
Il a reçu plusieurs récompenses pour son travail, dont dix-neuf Emmy Awards.